# Askold Vinográdov
Askold Ivánovich Vinográdov (del ruso: Аско́льд Ива́нович Виногра́дов) (1929 – 31 de diciembre de 2005) (no debe ser confundido con Iván Matvéyevich Vinográdov del Teorema de Vinográdov) fue un matemático ruso que trabajó principalmente en  la teoría de números. Su mayor logro profesional fue el teorema de Bombieri–Vinográdov.